# Aktinoidi
Aktinoidi (IUPAC) ali aktinidi so razred štirinajstih kemičnih elementov z vrstnimi števili od 90 do 103, se pravi od torija (Th) do lavrencija (Lr). Ime so dobili po aktiniju (Ac), elementu iz 3. skupine periodnega sistema, ki se se lahko prišteva tudi med aktinoide. V naravi sta v uporabnih količinah prisotna samo torij in uran. Drugi elementi so proizvedeni umetno. Aktinoide se običajno prišteva med elemente iz bloka f. Vsi aktinoidi so radioaktivni in imajo mnogo večje število oksidacijskih stanj kot lantanoidi.
| Aktinij89Ac[227] | Torij90Th232,04 | Protaktinij91Pa231,04 | Uran92U238,03 | Neptunij93Np[237] | Plutonij94Pu[244] | Americij95Am[243] | Kirij96Cm[247] | Berkelij97Bk[247] | Kalifornij98Cf[251] | Ainštajnij99Es[252] | Fermij100Fm[257] | Mendelevij101Md[258] | Nobelij102No[259] | Lavrencij103Lr[266] |

Prvobitni  Iz razpada  Umetni Okvir prikazuje pojavljanje elementa v naravi

## Zgodovina
Do leta 1945 je veljalo splošno mnenje, ki je sledilo Mendelejevu, da sta torij in uran prehodni kovini iz 4. oziroma 6. skupine periodnega sistema. Domnevalo se je tudi, da bodo imeli transurani, se pravi elementi z vrstnim številom večjim od 92, lastnosti prehodnih kovin. Charles Janet je kljub tem mnenjem že leta 1928 predpostavil, da se z aktinijem začenja razred štirinajstih kemijskih elementov, ki so analogni lantanoidom.
Transurani so bili prvič sintetizirani okrog leta 1944 v okviru projekta Manhattan. Vodilni raziskovalec Glenn T. Seaborg je odkril, da americij in kirij nimata lastnosti, ki bi jih pričakovali od prehodnih elementov. Seaborg je leta 1945 v nasprotju z nasveti sodelavcev in brez poznavanja Janeta privzel Janetovo predpostavko, da aktinoidi spadajo v nov razred kemijskih elementov, podoben lantanoidom. Njegova trditev je v skladu s principom aufbau, ki predpostavlja, da se morajo orbitale 5f napolniti pred orbitalami 6d.

## Kemija
Atomi nekaterih aktinoidov imajo elektrone na 6d orbitalah, v spojinah pa se elektroni 6s in vsi elekrtoni z orbitale d izgubijo, tako da nastanejo ioni z elektronsko konfiguracijo [Rn] 5fn. V tem pogledu so aktinoidi podobni lantanoidom, ki imajo v spojinah na valenčni orbitali samo elektrone f. Podobni so si tudi v tem, da imajo aktinoidi z višjimi vrstnimi števili maksimalno oksidacijsko stanje +3. Aktinoida z začetka skupine, torij in uran, lahko izgubita vse svoje valenčne elektrone in dosežeta maksimalni oksidacijski stanji +4 oziroma +6. V zgodovini je prav ta njuna lastnost privedla do razprav, ali torij in uran spadata v blok d periodnega sistema: torij v 4. skupino pod hafnij, uran pa v 6. skupino pod volfram. Če se upošteva kontrakcijo lantanoidov, kemija obeh elementov v resnici sledi trendom, ki so povezani z naraščajočim vrstnim številom po skupinah navzdol. Plutonij lahko izgubi vse svoje valenčne elektrone in tvori ion [PuO5]3−.
Uran, neptunij in plutonij dosežejo najvišja oksidacijska stanja v kovalentnih, večinoma okso- in fluoro- spojinah. UF6, na primer, ima tališče pri 64 °C in je dovolj hlapen, da se lahko uporabi v plinski difuziji oziroma v plinskih centrifugah za ločevanje izotopov. Vse uranove (VI) spojine, razen fluorovih kompleksov in UO2, vsebujejo linearno uranilno skupino UO2+2. Na ekvatorialni ravnini, pravokotni na os uranilne skupine, se lahko veže 4 do 6 ligandov. Uranilna skupina deluje kot močna kislina in tvori trdnejše komplekse s kisikovimi donorskimi ligandi kot z dušikovimi donorskimi ligandi. Neptunij in plutonij tvorita v oksidacijskem stanju +6 tudi iona NpO2+2 oziroma PuO2+2.
Spojine v oksidacijskih stanjih +5 in +4 so večinoma kovalentne. Pomembna značilnost kompleksov aktinoidov v oksidacijskih stanjih +4 je, da dosežejo tudi koordinacijsko število 11. Spojine v oksidacijskem stanju +3 so pol-kovalentne. Trikloridi, na primer, kristalizirajo v strukturah ionskega tipa z očitno prisotnostjo nekaj kovalentnih vezi. Spojine Th(III) in U(III) so zelo močni reducenti, sicer pa reduktivne sposobnosti z naraščajočim vrstnim številom aktinoidov padajo vzporedno z manjšanjem velikosti atomov.

### Kontrakcija aktinoidov
Velikost aktinoidov z naraščajočim vrstnim številom pada. Pojav je normalen periodičen trend, podoben kontrakciji lantanoidov. Na grafu so prikazani ionski polmeri v oksidacijskih stanjih +3, +4 in +5.

### Barva in magnetizem
| Približne barve aktinoidnih ionov v vodnih raztopinah Barve aktionoidov 100–103 so neznane, ker še ni sintetiziranih zadostnih količin | Približne barve aktinoidnih ionov v vodnih raztopinah Barve aktionoidov 100–103 so neznane, ker še ni sintetiziranih zadostnih količin | Približne barve aktinoidnih ionov v vodnih raztopinah Barve aktionoidov 100–103 so neznane, ker še ni sintetiziranih zadostnih količin | Približne barve aktinoidnih ionov v vodnih raztopinah Barve aktionoidov 100–103 so neznane, ker še ni sintetiziranih zadostnih količin | Približne barve aktinoidnih ionov v vodnih raztopinah Barve aktionoidov 100–103 so neznane, ker še ni sintetiziranih zadostnih količin | Približne barve aktinoidnih ionov v vodnih raztopinah Barve aktionoidov 100–103 so neznane, ker še ni sintetiziranih zadostnih količin | Približne barve aktinoidnih ionov v vodnih raztopinah Barve aktionoidov 100–103 so neznane, ker še ni sintetiziranih zadostnih količin | Približne barve aktinoidnih ionov v vodnih raztopinah Barve aktionoidov 100–103 so neznane, ker še ni sintetiziranih zadostnih količin | Približne barve aktinoidnih ionov v vodnih raztopinah Barve aktionoidov 100–103 so neznane, ker še ni sintetiziranih zadostnih količin | Približne barve aktinoidnih ionov v vodnih raztopinah Barve aktionoidov 100–103 so neznane, ker še ni sintetiziranih zadostnih količin | Približne barve aktinoidnih ionov v vodnih raztopinah Barve aktionoidov 100–103 so neznane, ker še ni sintetiziranih zadostnih količin | Približne barve aktinoidnih ionov v vodnih raztopinah Barve aktionoidov 100–103 so neznane, ker še ni sintetiziranih zadostnih količin | Približne barve aktinoidnih ionov v vodnih raztopinah Barve aktionoidov 100–103 so neznane, ker še ni sintetiziranih zadostnih količin | Približne barve aktinoidnih ionov v vodnih raztopinah Barve aktionoidov 100–103 so neznane, ker še ni sintetiziranih zadostnih količin | Približne barve aktinoidnih ionov v vodnih raztopinah Barve aktionoidov 100–103 so neznane, ker še ni sintetiziranih zadostnih količin | Približne barve aktinoidnih ionov v vodnih raztopinah Barve aktionoidov 100–103 so neznane, ker še ni sintetiziranih zadostnih količin |
| Aktinoid (Z) | 89 | 90 | 91 | 92 | 93 | 94 | 95 | 96 | 97 | 98 | 99 | 100 | 101 | 102 | 103 |
| Oksidacijsko stanje | | | | | | | | | | | | | | | |
| --- | --- | --- | --- | --- | --- | --- | --- | --- | --- | --- | --- | --- | --- | --- | --- |
| +2 | | | | | | | | | | | | Fm+2 | Md+2 | No+2 | |
| +3 | Ac+3 | Th+3 | Pa+3 | U+3 | Np+3 | Pu+3 | Am+3 | Cm+3 | Bk+3 | Cf+3 | Es+3 | Fm+3 | Md+3 | No+3 | Lr+3 |
| +4 | | Th+4 | Pa+4 | U+4 | Np+4 | Pu+4 | Am+4 | Cm+4 | Bk+4 | Cf4' | | | | | |
| +5 | | | PaO+ 2 | UO+ 2 | NpO+ 2 | PuO+ 2 | AmO+ 2 | | | | | | | | |
| +6 | | | | UO2+ 2 | NpO2+ 2 | PuO2+ 2 | AmO2+ 2 | | | | | | | | |
| +7 | | | | | NpO3+ 2 | PuO3+ 2 | AmO3− 5 | | | | | | | | |

Barve aktinoidnih ionov v nižjih oksidacijskih stanjih so posledica prehodov f-f. V višjih oksidacijskih stanjih so lahko tudi posledica prehodov zaradi prenosa naboja. Prehode med orbitalama 5f in 6f se lahko opazuje v ultravijoličnem delu spektra. Magnetni momenti paramagnetnih spojin se precej razlikujejo od samo spinskih vrednosti.

### Organske spojine
Organska kemija aktinoidov je zelo skromna. Njihove organske spojine aktinoidov se imenujejo organoaktinoidi. Posebno zanimiva spojina je uranocen U(C8H8)2, ki ima planaren aromatski ciklooktatrenilni anion, skladen s Hückelovim pravilom. Anion je podoben ciklopentadenilnemu ioni v ferocenu. Nastanek te spojine omogoča relativno velik U+4 ion.

### Radioaktivnost
Vsi aktinoidi so radioaktivni. Protaktinij in vsi izotopi elementov za uranom (transurani) so umetni elementi s kratkimi razpolovnimi časi, tako da jih v naravi ni najti v uporabnih količinah. Uran in torij rahlo sevata alfa žarke in imata zelo dolga razpolovna časa, tako da se z njima lahko ravna z minimalno radiološko zaščito.
Elementi za ajnšajnijem še niso bili sintetizirani v dovolj velikih količinah, da bi se lahko podrobno preučila njihova kemija.
Radioaktivni razpad je pomemben vir toplote, zato je pri ravnanju s transurani potrebno popolno obvladovanje temperature. Ti elementi sevajo alfa delce, ki se lahko uporabljajo kot oksidanti, na primer:
He2+ + H2O → 2H+ + 1/2 O2 + He

## Nahajališča
V zemeljski skorji sta v večjih količinah prisotna samo uran in torij, drugi aktinoidi pa samo v sledovih. Protaktinij in aktinij sta produkta radioaktivnega razpada urana in sta edina aktinoida, ki so ju odkrili še preden so ju proizvedli umetno. V uranovih rudah sta v sledovih prisotna tudi neptunij in plutonij, ki sta proizvoda radioaktivnega razpada ali obstreljevanja, vendar so oba elementa odkrili šele potem, ko so ju sintetizirali. Preostali elementi so proizvodi trkov delcev ali stranski proizvodi jedrskih reaktorjev in jih na Zemlji ni mogoče najti. Aktinoidi za kalifornijem imajo izjemno kratke razpolovne čase.
Izotopi vseh transuranov vključno s fermijem se lahko proizvedejo z obstreljevanjem lažjih jeder s hirimi nevtroni. Tako nastala jedra imajo višek nevtronov. Sledi razpad beta, v katerem nevtron razpade na proton in elektron, pri čemer se za ena poveča vrstno število. Naravni pogoji, ki so primerni za nastanek sintetskih transuranov, so v supernovah, na Zemlji pa se lahko proizvedejo samo v posebnih jedrskih reaktorjih ali v jedrskih eksplozijah. Težji elementi se lahko sintetizirajo z obstreljevanjem jeder z večjimi delci, na primer z delci α, ali s težjimi jedri.
Antonij Przybylski je leta 1961 odkril zvezdo HD 101065, ki se po njem imenuje Przybylskijeva zvezda, in vsebuje nenavadno veliko količino aktinoidov.